# Mick Garris
Mick Garris (4 de diciembre de 1951) es un director y guionista estadounidense nacido en Santa Mónica, California. Es conocido por sus adaptaciones al cine de novelas de Stephen King y por ser el creador de la serie de televisión Masters of Horror.

## Filmografía
- Critters 2: The Main Course (1988)
- Psycho IV: The Beginning (1990)
- Sonámbulos (1992)
- Apocalipsis (1994)
- El resplandor (1997)
- Riding the Bullet (2004)
- Masters of Horror - "Sensaciones extremas" (2005)
- Masters of Horror - "Valerie en la escalera" (2006)
- Desperation (2006)
- Bag of Bones (2011)

### Como guionista
- Critters 2: The Main Course (1988)
- The Fly II (1989)
- Hocus Pocus (1993)
- Riding the Bullet (2004)
- Masters of Horror - "El Cuento de Haeckel" (2005)